# Charaxes distanti
Espèce
Charases distanti est une espèce de papillons de la famille des Nymphalidae, de la sous-famille des Charaxinae et du genre Charaxes.

## Systématique
L'espèce Charaxes distanti a été décrite par Eduard Honrath (d) en 1889, avec pour la localité type Perak Bornéo.

## Liste des sous-espèces
- Charaxes distanti distanti ; présent en Thaïlande et en Malaisie[2].
- Charaxes distanti phlegmone (Fruhstorfer, 1914) ; présent à Sumatra[3].
- Charaxes distanti thespius (Fruhstorfer, 1914) ; présent à Bornéo[4].

## Description
Charaxes distanti est un grand papillon au dessus jaune d'or avec aux ailes antérieures une bande marginale marron et aux ailes postérieures, une ligne submarginale de taches marron. Le dessous est ocre doré.

## Écologie et distribution
Il est présent  dans le sud de la Birmanie, en Thaïlande, en Malaisie et à Bornéo et Sumatra.

### Protection
Pas de protection : il est en vente libre sur internet.